# Rallye Dakar 2002
Navigation
Édition précédente Édition suivante
Le Rallye Dakar 2002 est le 24e Rallye Dakar. Le départ a été donné le 28 décembre 2001 de Arras.

## Étapes
| Étape | Date        | Départ        | Arrivée       | Total (km)    |
| ----- | ----------- | ------------- | ------------- | ------------- |
| 1     | 28 décembre | Arras         | Châteauroux   |               |
| 2     | 29 décembre | Châteauroux   | Narbonne      |               |
| 3     | 30 décembre | Narbonne      | Madrid        | 906           |
| 4     | 31 décembre | Madrid        | Rabat         | 935           |
| 5     | 1 janvier   | Rabat         | Er Rachidia   | 539           |
| 6     | 2 janvier   | Er Rachidia   | Ouarzazate    | 576           |
| 7     | 3 janvier   | Ouarzazate    | Tan-Tan       | 793           |
| 8     | 4 janvier   | Tan-Tan       | Zouerate      | 739           |
| 9     | 5 janvier   | Zouerate      | Atar          | 396           |
|       | 6 janvier   | Jour de repos | Jour de repos | Jour de repos |
| 10    | 7 janvier   | Atar          | Atar          | 382           |
| 11    | 8 janvier   | Atar          | Tidjikja      | 502           |
| 12    | 9 janvier   | Tidjikja      | Tichitt       | 500           |
| 13    | 10 janvier  | Tichitt       | Tichitt       | 422           |
| 14    | 11 janvier  | Tichitt       | Kiffa         | 473           |
| 15    | 12 janvier  | Kiffa         | Dakar         | 1011          |
| 16    | 13 janvier  | Dakar         | Dakar         | 69            |

## Classements finaux

### Motos
| Pos. | Pilote                        | Constructeur |
| ---- | ----------------------------- | ------------ |
| 1    | Fabrizio Meoni (ITA)          | KTM          |
| 2    | Alfie Cox (RSA)               | KTM          |
| 3    | Richard Sainct (FRA)          | KTM          |
| 4    | Carlo De Gavardo (CHI)        | KTM          |
| 5    | Isidre Esteve (ESP)           | KTM          |
| 6    | Giovanni Sala (ITA)           | KTM          |
| 7    | Jordi Arcarons (ESP)          | KTM          |
| 8    | Éric Bernard (FRA)            | KTM          |
| 9    | Pal Anders Ullevalseter (NOR) | KTM          |
| 10   | Paulo Manuel Marques (POR)    | KTM          |

### Autos
| Pos. | Pilote                     | Copilote                  | Constructeur |
| ---- | -------------------------- | ------------------------- | ------------ |
| 1    | Hiroshi Masuoka (JPN)      | Pascal Maimon (FRA)       | Mitsubishi   |
| 2    | Jutta Kleinschmidt (GER)   | Andreas Schulz (GER)      | Mitsubishi   |
| 3    | Kenjiro Shinozuka (JPN)    | Thierry Delli-Zotti (FRA) | Mitsubishi   |
| 4    | Jean-Pierre Fontenay (FRA) | Gilles Picard (FRA)       | Mitsubishi   |
| 5    | Carlos Sousa (POR)         | Victor Jesus (POR)        | Mitsubishi   |
| 6    | Saeed Al-Hajri (QAT)       | Matthew Stevenson (GBR)   | Mitsubishi   |
| 7    | Luc Alphand (FRA)          | Arnaud Debron (FRA)       | Mitsubishi   |
| 8    | Klever Kolberg (BRA)       | Pascal Larroque (FRA)     | Mitsubishi   |
| 9    | Jean-Jacques Ratet (FRA)   | Jean-Pierre Garcin (FRA)  | Toyota       |
| 10   | Nicolas Misslin (FRA)      | Jean-Michel Polato (FRA)  | Mitsubishi   |

### Camions
| Rang. | Pilote             | Copilote                             | Constructeur  |
| ----- | ------------------ | ------------------------------------ | ------------- |
| 1     | Vladimir Chagin    | Semen Yakubov Sergey Savostin        | Kamaz         |
| 2     | Karel Loprais      | Josef Kalina Petr Hamerla            | Tatra         |
| 3     | Yoshimasa Sugawara | Naoko Matsumoto Seiichi Suzuki       | Hino          |
| 4     | Peter Reif         | Gunther Pichlbauer Lee Palmer        | MAN           |
| 5     | Jean-Paul Bosonnet | Serge Lacourt Roger Darroux          | Mercedes-Benz |
| 6     | Jan de Rooy        | Gérard de Rooy Yvo Geusens           | DAF           |
| 7     | Helmut Kropfel     | Hermann Anzini Ronald Bormann        | MAN           |
| 8     | Paolo Barilla      | Matteo Marzotto Ferdinando Ravarotto | Mercedes-Benz |
| 9     | Corrado Pattono    | Guido Toni                           | Mercedes-Benz |
| 10    | André de Azevedo   | Tomáš Tomeček Jaromír Martinec       | Tatra         |